# Altijd Kerstmis
Altijd Kerstmis is een lied van de Nederlandse band Edwin Evers Band. Het werd in 2019 als single uitgebracht. 

## Achtergrond
Altijd Kerstmis is een kerstlied uit het genre nederpop. In het lied worden de positieve kanten, maar vooral de negatieve kanten van de kerstdagen toegelicht. Evers benoemde dat mensen altijd veel te klagen hebben over kerst, maar dat het toch om de gezelligheid draait en dat die gezelligheid is vastgelegd in het nummer. De band bracht het nummer voor het eerst ten gehore bij De 538 Ochtendshow met Frank Dane op Radio 538, de zender waar Evers zelf jarenlang werkte.

## Hitnoteringen
De band had weinig succes met het lied. Er was geen notering in de Single Top 100 en ook de Top 40 werd niet bereikt. Bij laatstgenoemde was er wel de vijftiende plaats in de Tipparade. 